# Max: The Curse of Brotherhood
Max: The Curse of Brotherhood est un jeu vidéo de plates-formes et de réflexion développé et édité par Press Play, sorti en 2013 sur Windows, Xbox 360 et Xbox One.
Il fait suite à Max and the Magic Marker.

## Accueil
- Destructoid : 8/10 [1]
- Edge : 7/10[2]
- Game Informer : 6/10[3]
- Gameblog : 7/10[4]
- GameSpot : 6/10[5]
- GamesRadar+ : 4,5/5[6]
- GameZone : 5,5/10[7]
- Jeuxvideo.com : 15/20[8].